# Till Fellner
Till Fellner (Vienne, 9 mars 1972) est un pianiste autrichien.

## Biographie
Till Fellner étudie au conservatoire de Vienne avec Hélène Sedo-Stadler et par la suite avec Alfred Brendel, Meira Farkas, Oleg Maisenberg et Claus-Christian Schuster. Il remporte le premier prix du concours Clara Haskil à Vevey en 1993 et reçoit prix de l'interprétation Mozart de l'association Mozart de Vienne, en 1998.
En tant que musicien de chambre, Fellner collabore régulièrement avec le violoncelliste Heinrich Schiff, le ténor Mark Padmore, la violoniste Lisa Batiashvili et le violoncelliste Adrian Brendel.
Till Fellner a reçu des critiques élogieuses pour ses interprétations des chefs-d'œuvre des périodes baroque, classique et romantique, en particulier pour les compositions de Bach, Mozart, Schubert et Liszt. Il joue également des raretés, telles que la sonate pour piano de Julius Reubke, composée à Weimar, sous l'égide de Liszt. Fellner interprète également de la musique de la Seconde école de Vienne : Arnold Schoenberg, Alban Berg et Anton Webern, ainsi que de la musique classique contemporaine, de Heinz Holliger, György Kurtág, Thomas Larcher et Harrison Birtwistle, notamment en assurant la création de plusieurs œuvres.
En 2008-2010, Fellner joue les 32 sonates de Beethoven dans une série de sept récitals à
Vienne, Paris, Londres, New York et Tokyo. Il a également joué et enregistré les Concertos pour piano n° 4 et n° 5 de Beethoven, avec l'orchestre symphonique de Montréal placé sous la direction de Kent Nagano.
En 2009, Fellner est présenté dans le documentaire germano-autrichien primé, intitulé Pianomania, sur un accordeur de piano Steinway & Sons, qui a été réalisé par Lilian Franck et Robert Cibis. Le film a été présenté en salle en Amérique du Nord, où il a rencontré des critiques positives du New York Times, ainsi qu'en Asie et dans toute l'Europe et est une partie du catalogue du Goethe-Institut.

## Enregistrements
- Schubert, 4 Impromptus, D 935, op. posth. 142 ; Arnold Schoenberg, Suite, op. 25 ; Beethoven, Sonate n° 23 en fa mineur, op. 57 « Appassionata » (1992, EMI 567 7 54497 2)
- Mozart, Concerto pour piano n° 22 en mi bémol majeur, K 482 - Orchestre de Chambre de Lausanne, dir. Uri Segal ; Mozart, Rondo en la mineur, K 511 ; Beethoven, Sonate n° 5 en ut mineur, op. 10 n° 1 (1994, Claves CD 50-9328)
- Beethoven, Concerto pour piano n° 2 en si bémol majeur, op. 19 ; Beethoven, Concerto pour piano n° 3 en do mineur, op. 37 - Academy of Saint Martin in the Fields, dir. Neville Marriner (1995, Erato 4509-98539-2)
- Schumann, Kreisleriana, op. 16 ; Julius Reubke: Sonate en si bémol mineur (1996, Erato 0630-12710-2)
- Schubert, Sonate en la mineur, D 784, op. posth. 143 ; Schubert, 6 Moments musicaux D 780, op. 94 ; Schubert, 12 Grazer Walzer, D 924, op. 91 (1997, Erato 0630-17869-2)
- Mozart, Concerto pour piano n° 19 en fa majeur, K 459 ; Concerto pour piano n° 25 en ut majeur, K 503 - Camerata Academica de Salzbourg, dir. Alexander Janiczek (1998, Erato 3984-23299-2)
- Beethoven, Œuvres pour violoncelle et piano - Heinrich Schiff, violoncelle (2000, Philips 462 601-2)
- Bach, Le Clavier Bien Tempéré, Livre I, BWV 846-869 (2004, ECM New Series 1853/54)[2]
- Bach, Inventions et Sinfonias, Suite Française n° 5 (2009, ECM New Series 2043)[3]
- Beethoven, Concerto pour piano n° 4 en sol majeur, op. 58 ; Concerto pour piano n° 5 en mi bémol majeur, op. 73 - Orchestre symphonique de Montréal, dir. Kent Nagano (2001, ECM New Series 2114)
- Thomas Larcher, Böse Zellen pour piano et orchestre (2006, rév. 2007) I.-IV. ; Still pour alto et orchestre de chambre (2002, 2004 rév.) Madhares (Quatuor à cordes n° 3) (2006/07) - Münchener Kammerorchester, dir. Kim Kashkashian et Dennis Russell Davies (ECM New Series 2111)